# Sant Miquel del Mas
Sant Miquel del Mas és la capella del Mas Sant Miquel, del terme comunal de la vila de Salses, a la comarca del Rosselló (Catalunya Nord).
Està situada en el Mas Sant Miquel, a l'oest de la vila de Salses i al nord-est de Vespella i de la capella de la Mare de Déu de la Via.